# ジョーンズ郡 (テキサス州)
ジョーンズ郡（ジョーンズぐん、英: Jones County）は、アメリカ合衆国テキサス州の中央部北に位置する郡である。2010年国勢調査での人口は20,202人であり、2000年の20,785人から2.8％減少した。郡庁所在地はアンソン市（人口2,430人）であり、同郡で人口最大の都市はスタンフォード市（人口3,124人）である。郡内と隣接するテイラー郡に跨って、人口10万人を超えるアビリーン市がある。郡名とアンソン市の名前はどちらも、テキサス共和国の第5代大統領を務めたアンソン・ジョーンズに因んで名付けられた。ジョーンズ郡はテイラー郡、キャラハン郡と共にアビリーン大都市圏を構成している。ジョーンズ郡は元、州内に46あった禁酒郡（ドライ）の1つだったが、現在は一部の販売が認められている。

## 地理
アメリカ合衆国国勢調査局に拠れば、郡域全面積は937平方マイル (2,426.8 km2)であり、このうち陸地931平方マイル (2,411.3 km2)、水域は6平方マイル (15.5 km2)で水域率は0.66％である。

### 主要高規格道路
- アメリカ国道83号線
- アメリカ国道180号線
- アメリカ国道277号線
- テキサス州道6号線
- テキサス州道92号線

### 隣接する郡
- ハスケル郡 - 北
- シャックルフォード郡 - 東
- キャラハン郡 - 南東
- テイラー郡 - 南
- フィッシャー郡 - 西
- ストーンウォール郡 - 北西

## 人口動態
以下は2000年の国勢調査による人口統計データである。
| 基礎データ - 人口: 20,785人 - 世帯数: 6,140 世帯 - 家族数: 4,525 家族 - 人口密度: 9人/km2（22人/mi2） - 住居数: 7,236軒 - 住居密度: 3軒/km2（8軒/mi2） 人種別人口構成 - 白人: 78.80% - アフリカン・アメリカン: 11.51% - ネイティブ・アメリカン: 0.49% - アジア人: 0.47% - 太平洋諸島系: 0.01% - その他の人種: 7.46% - 混血: 1.27% - ヒスパニック・ラテン系: 20.91% 年齢別人口構成 - 18歳未満: 22.5% - 18-24歳: 11.1% - 25-44歳: 31.5% - 45-64歳: 21.0% - 65歳以上: 14.0% - 年齢の中央値: 36歳 - 性比（女性100人あたり男性の人口） - 総人口: 150.1 - 18歳以上: 159.7 | 世帯と家族（対世帯数） - 18歳未満の子供がいる: 33.4% - 結婚・同居している夫婦: 59.6% - 未婚・離婚・死別女性が世帯主: 10.1% - 非家族世帯: 26.3% - 単身世帯: 24.1% - 65歳以上の老人1人暮らし: 13.4% - 平均構成人数 - 世帯: 2.58人 - 家族: 3.06人 収入と家計 - 収入の中央値 - 世帯: 29,572米ドル - 家族: 35,391米ドル - 性別 - 男性: 26,892米ドル - 女性: 17,829米ドル - 人口1人あたり収入: 13,656米ドル - 貧困線以下 - 対人口: 16.8% - 対家族数: 13.1% - 18歳未満: 22.7% - 65歳以上: 16.6% |

## 州政府の施設
テキサス州刑事司法部がロバートソン刑務所を運営しており、またミドルトン移送刑務所はアビリーン市とジョーンズ郡内に跨ってある。

## 著名な住人
- チャールズ・ステンホルム、元アメリカ合衆国下院議員

## 都市と町
- アビリーン、大半はテイラー郡内
- アンソン - 郡庁所在地
- アボカ、未編入の町
- ハムリン、一部はフィッシャー郡内
- ハウリー
- ルーダーズ、一部はシャックルフォード郡内
- ヌージェント、未編入の町
- スタンフォード 、一部はハスケル郡内